# The Cry
The Cry é uma série de televisão de drama e mistério de quatro episódios, escrita por Jacquelin Perske e adaptada do romance de mesmo nome por Helen FitzGerald, transmitida pela BBC One entre 30 de setembro e 21 de outubro de 2018. A série é estrelada por Jenna Coleman como Joanna Lyndsay, uma professora cujo bebê de quatro meses Noah desaparece enquanto ela e seu noivo Alistair (Ewen Leslie) visitam a família na Austrália. A série foi dirigida por Glendyn Ivin e produzida pela Synchronicity Films.

## Elenco
- Jenna Coleman como Joanna Lindsay[1]
- Ewen Leslie como Alistair Robertson[1]
- Asher Keddie como Alexandra Grenville[1]
- Stella Gonet como Elizabeth Robertson[1]
- Sophie Kennedy como Kirsty[1]
- Markella Kavenagh como Chloe Robertson[1]
- Alex Dimitriades como Detective Peter Alexiades[1]
- Shareena Clanton como Detective Lorna Jones[1]
- Shauna Macdonald como Dr. Wallace[1]
- Kate Dickie como Morven Davis[1]
- David Elliot como Henry McCallum[1]

## Prêmios e indicações
2019: Emmy Internacional
1. Melhor Atriz (Jenna Coleman) (indicada)